# Theodor Boeijermans

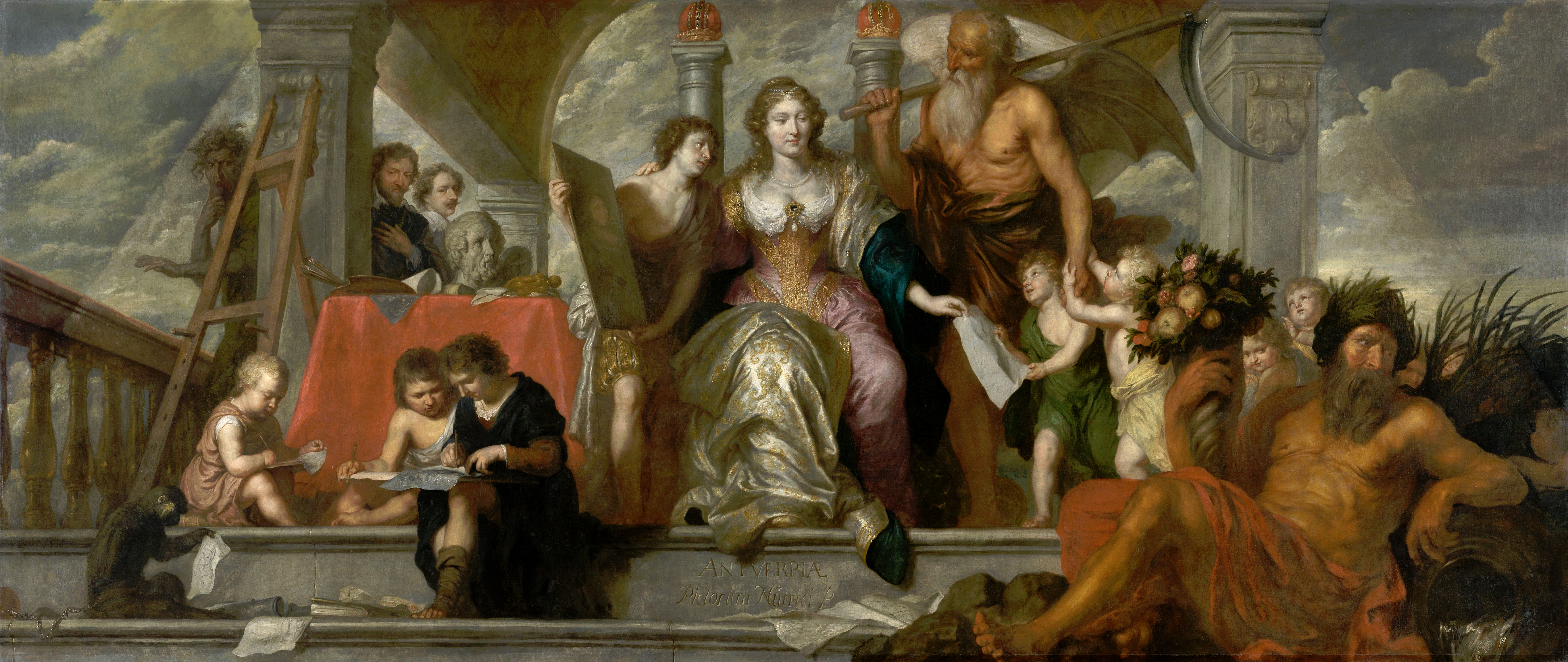
Antuerpia Pictorum Nutrix, óleo sobre lienzo, 188 x 454 cm, Amberes, Museo Real de Bellas Artes.

Theodor Boeijermans o Theodoor Boeyermans (Amberes, 1620 - 1678) fue un pintor barroco flamenco.

## Biografía
Bautizado en Amberes el 10 de noviembre de 1620, solo en 1654, con 34 años, se inscribió como maestro en el gremio de San Lucas y todas las obras fechadas son posteriores a ese año. Esa tardía dedicación a la pintura podría explicarse por el título de licenciado que en alguna ocasión se le da y que podría indicar una previa dedicación a la magistratura. En 1664 fue admitido en la Cámara de retórica Olyftack (Rama de Olivo) a la que donó en 1666 una Alegoría de la Artes de gran formato pintada en colaboración con Dirck van Delen. Un año antes, en 1665 había pintado para el techo de la Schilderskamer o sala de los pintores de la recién creada Academia, el óleo Antuerpia Pictorum Nutrix (Amberes, Museo Real de Bellas Artes), donde resumía los ideales de la propia academia: la matrona que simboliza a Amberes, acompañada por el Tiempo y el río Escalda con el cuerno de la abundancia, alimenta a los jóvenes aprendices de pintor con los ideales humanísticos de la antigüedad, representados en el busto de Homero, y con  el ejemplo de los grandes maestros locales, Rubens y Van Dyck, que serán también los modelos a seguir para Boeijermans.
Habiéndose mantenido soltero, ingresó en la Sodaliteit der Bejaarde Jongmans, una fraternidad creada por los jesuitas para hombres célibes. Falleció en Amberes en enero de 1678.

## Obra

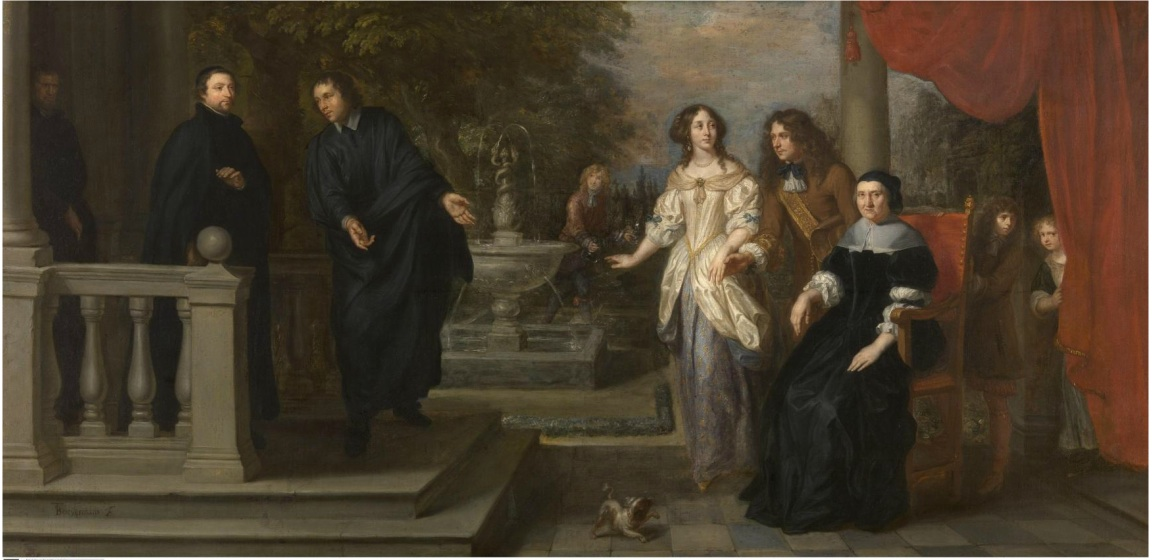
Los visitantes, óleo sobre lienzo, 126,2 x 263 cm, Amberes, Museo Real de Bellas Artes.

Pintor de grandes composiciones historiadas para las iglesias de Malinas y de la región de Kampen (Virgen venerada por santos, Malinas, iglesia del Gran Beguinaje) o de complejos motivos alegóricos y mitológicos para la propia Amberes, como en La caza del jabalí de Calidonia (1677, París, Musée de la chasse et de la nature), directamente inspirada en la tela de Rubens del mismo asunto, su pintura se caracteriza por la claridad de sus composiciones y un templado clasicismo, manifestado también en las arquitecturas clásicas de los fondos, dispuestas como escenarios teatrales capaces de acoger a un elevado número de figuras (Cristo, Fuente de la Vida, 1675, Museo Real de Bellas Artes de Amberes). Ese gusto teatral se manifiesta también en sus retratos de grupo, como el Retrato de familia conocido como La visita (Amberes, Museo Real de Bellas Artes), tratado como una conversation piece, con los retratados dispuestos en grupos en un jardín y con una fuente ornamental como eje de la composición, al modo de los cuadros de reunión  de Gonzales Coques, aunque a diferencia de los retratos de este, los de Boeijermans conservan el tamaño monumental de sus pinturas historiadas.